# Amtsgericht Neuss

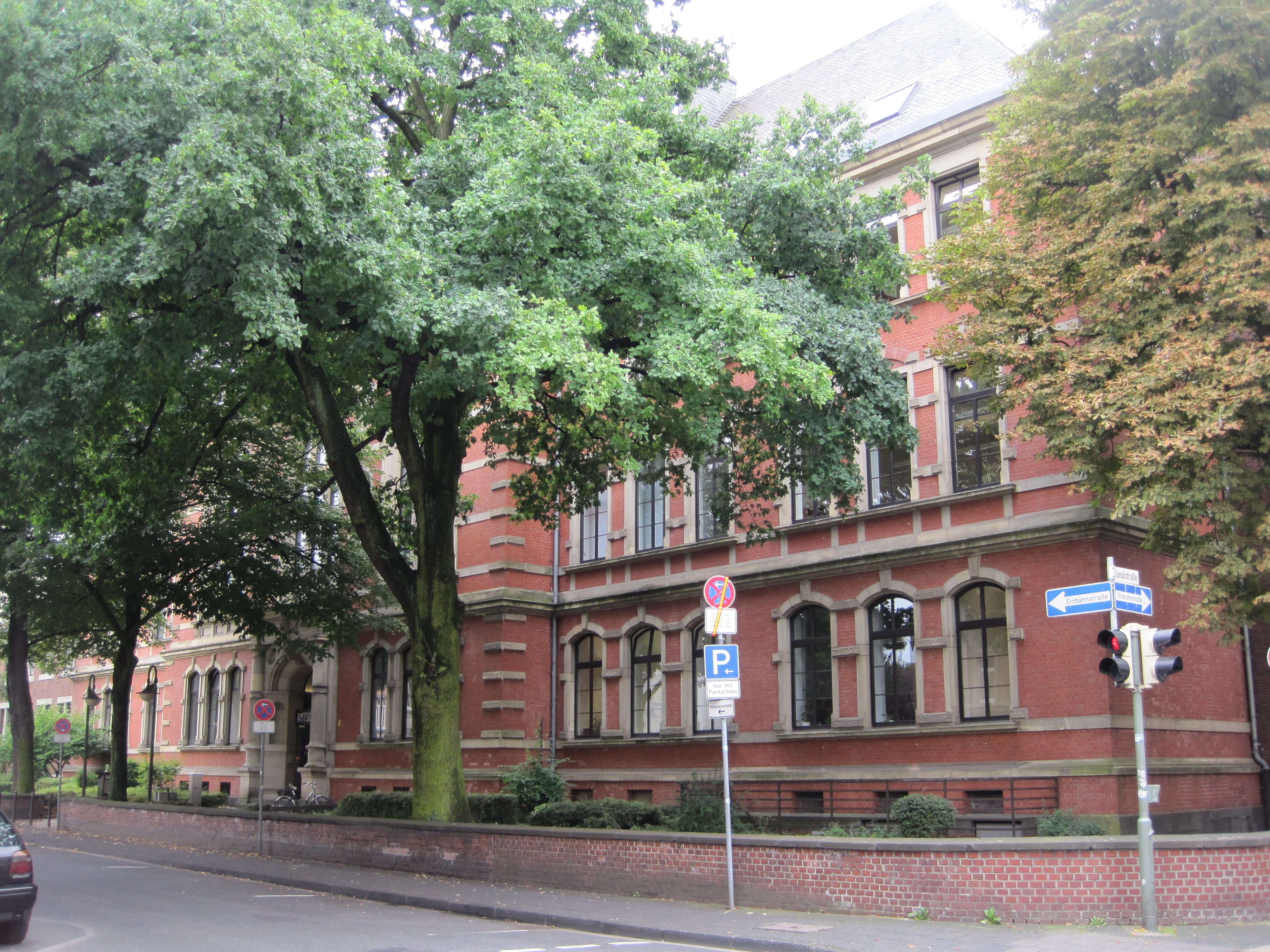
Gerichtsgebäude

Das Amtsgericht Neuss ist ein Gericht der ordentlichen Gerichtsbarkeit und eines von vier Amtsgerichten im Bezirk des Landgerichts Düsseldorf.

## Gerichtssitz und -bezirk
Sitz des Gerichts ist Neuss in Nordrhein-Westfalen. Der Gerichtsbezirk umfasst die Gemeinden Dormagen, Kaarst, Korschenbroich, Meerbusch und Neuss.

## Über- und nachgeordnete Gerichte
Dem Amtsgericht Neuss ist das Landgericht Düsseldorf übergeordnet. Zuständiges Oberlandesgericht ist das Oberlandesgericht Düsseldorf.